# 3-二苯甲基吗啉

3-二苯甲基吗啉的合成

3-二苯甲基吗啉是一种含氮有机化合物，化学式C
17H
19NO，1950年代由美国家庭用品公司（惠氏公司的前身）开发。